# Gaotai
Gaotai (léase Káo-Tái, en chino simplificado, 高台县; pinyin, Gāotái Xiàn) es un condado bajo la administración directa de la ciudad-prefectura de Zhangye. Se ubica en la provincia de Gansu, centro-norte de la República Popular China. Su área es de 4312 km² y su población total para 2010 fue +100 mil habitantes.

## Administración
El condado de Gaotai se divide en 9 pueblos que se administran en poblados.